# Trichacis celticola
Trichacis celticola är en stekelart som beskrevs av Lubomir Masner 1983. Trichacis celticola ingår i släktet Trichacis och familjen gallmyggesteklar. Inga underarter finns listade i Catalogue of Life.